# Stadionul Municipal Turda
Stadionul Municipal este un stadion multifuncțional din Turda, județul Cluj, România. În prezent, este folosit în principal pentru meciuri de fotbal și este terenul de acasă al echipei Sticla Arieșul Turda. Stadionul are o capacitate de 10.000 de locuri, dintre care 8.500 pe scaune.

## Galerie de imagini

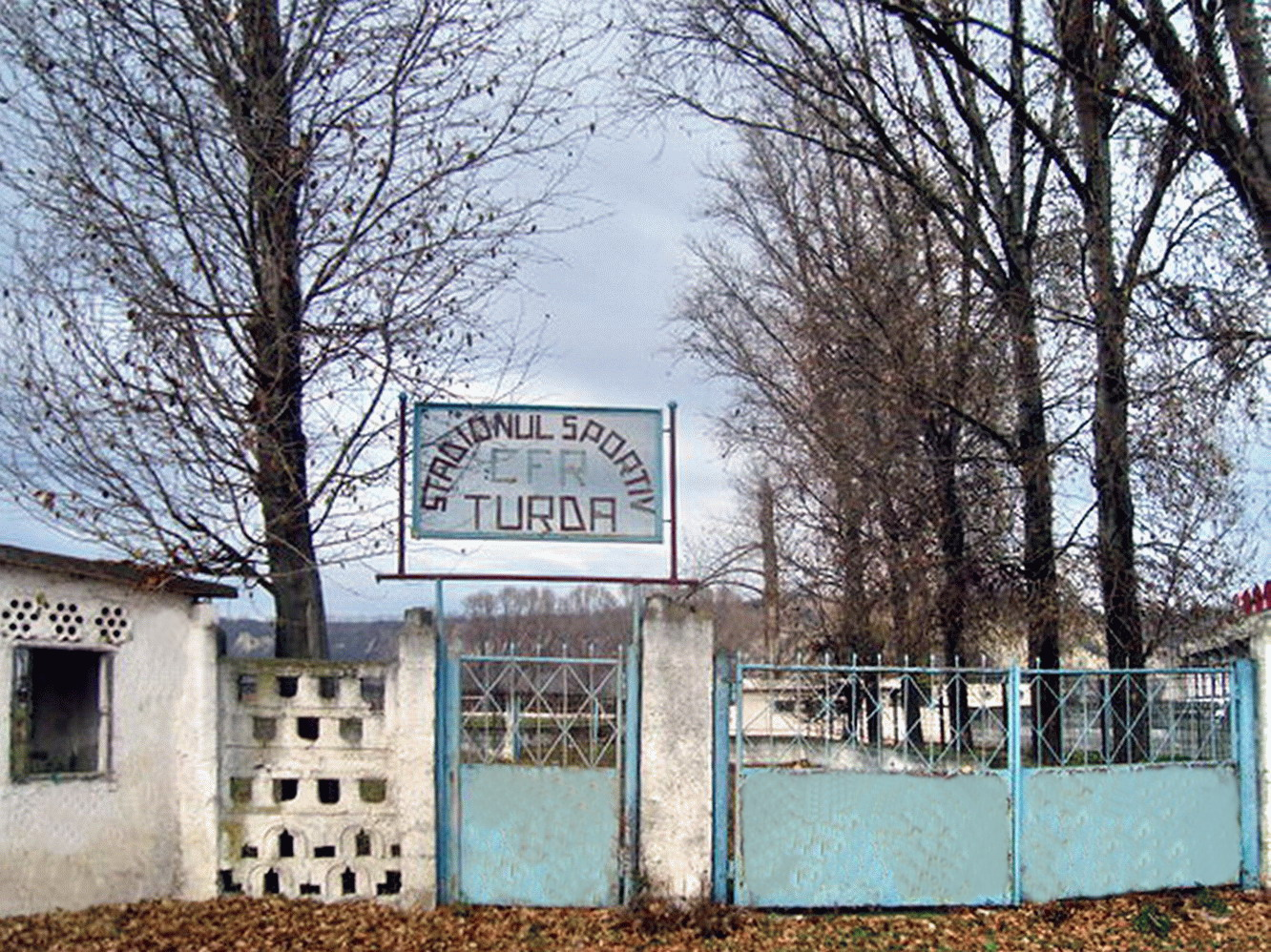
Vechiul stadion din Turda
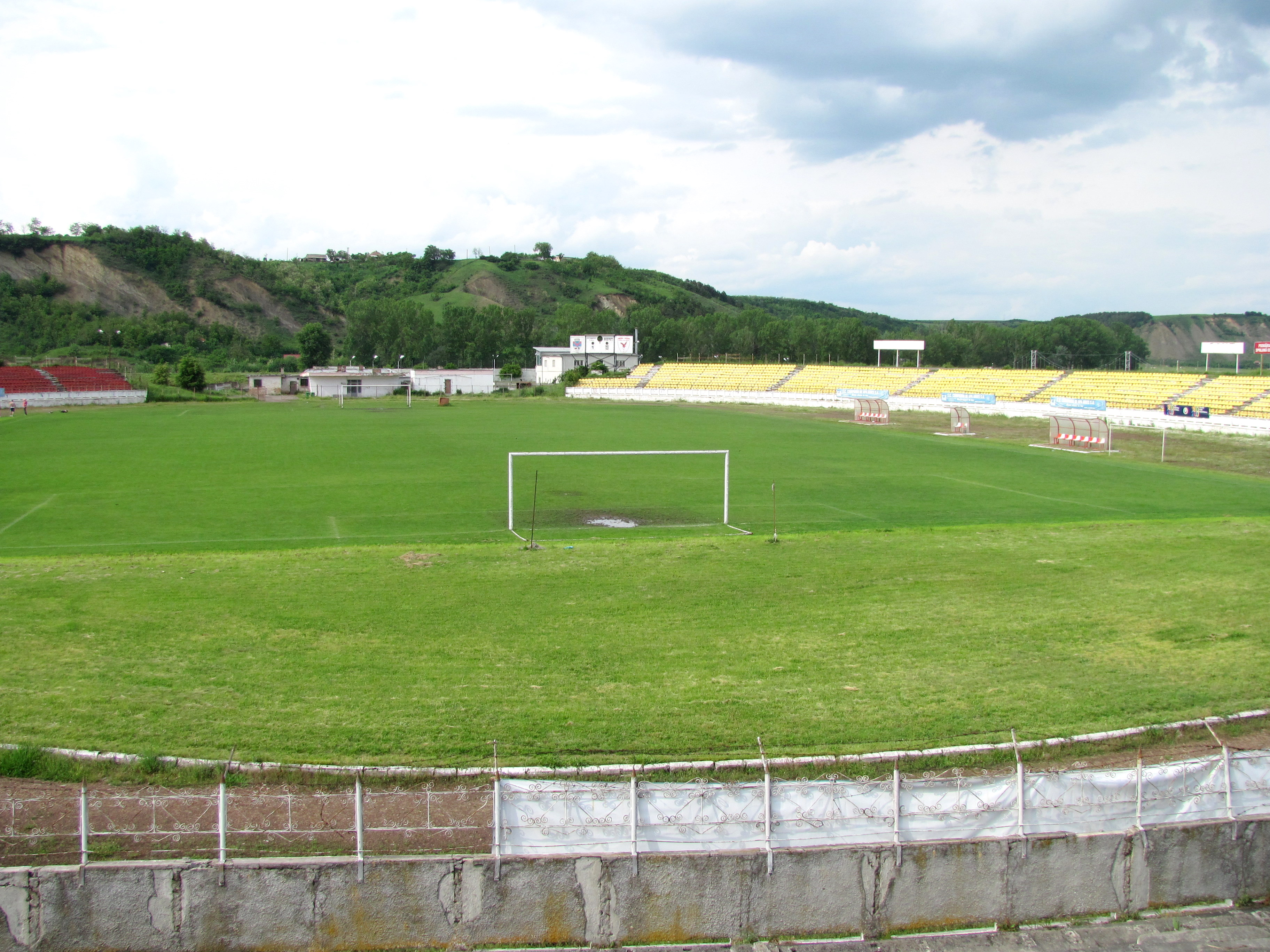
Noul stadion din cartierul Poiana